# Nova Gradiška
Nova Gradiška (česky Nová Hradiška) je město v Chorvatsku v Brodsko-posávské župě. V roce 2011 zde žilo 14 229 obyvatel. Město je součástí historického území Slavonie. Leží poblíž hranice s Bosnou a Hercegovinou.

## Geografie
Nova Gradiška se nachází na jihozápadě východního Chorvatska. Druhé největší město Brodsko-posávské župy, ležící na dálnici Záhřeb - Bělehrad a na železniční trati Záhřeb – Vinkovci, je důležitou dopravní křižovatkou. Z jihu krajina přechází do rovinatého údolí řeky Sávy, na severu k vrcholu Kik se postupně zvedá až do 800 m n. m. Průměrná roční teplota je 11,2 °C.

## Historie
Město je považováno za jedno z nejmladších v Chorvatsku.[zdroj?] Bylo založeno roku 1748 jako nové sídlo v rámci tzv. Vojenské hranice. Nejprve vzniklo pod názvem Friedrichsdorf, o dva roky později je již doložen německý název Neu-Gradischka. První stavbou, která zde vznikla, byl kostel (dnes kostel sv. Terezy z Ávily). Stál zde také srbský pravoslavný kostel, ten byl ale zapálen a zničen na počátku druhé světové války.
V letech 1881 až 1918 bylo město okresním sídlem.
Do chorvatské války za nezávislost zde žila srbská národnostní menšina, která tvořila cca 16 % obyvatel města. Během konfliktu se město nacházelo poblíž bojové linie. Došlo k jednomu neúspěšnému útoku srbských vzbouřenců na Novou Gradišku. Po roce 1995 se podíl Srbů snížil na celkovém počtu obyvatel a dnes[zdroj?] dosahuje cca 4 %.

## Ekonomika
V Nové Gradišce se nacházely v období existence socialistické Jugoslávie podniky potravinářského a dřevozpracujícího průmyslu. Industrializaci města usnadnila železniční trať z Bělehradu do Záhřebu. Vzhledem k ekonomickému propadu Chorvatska na přelomu 20. a 21. století byla realizována iniciativa na výstavbu průmyslové zóny poblíž města. Ekonomický význam má rovněž i dálnice A3, která z jižní strany obchází Novou Gradišku.

## Doprava
Hlavní nádraží je umístěno v jižní části města. Autobusová stanice se nachází v její blízkosti.

## Zdravotnictví
Ve městě se nachází Všeobecná nemocnice (chorvatsky Opća bolnica).